# Celler del Papiol (l'Arboç)
El Celler del Papiol és una obra de l'Arboç (Baix Penedès) inclosa a l'Inventari del Patrimoni Arquitectònic de Catalunya.

## Descripció
Adossat a Cal Julià es troba el celler, de dos pisos. Els baixos presenten dues portes d'arc rebaixat, una a cada extrem, i al centre, dos grans finestrals de poca alçada per on es descarrega la verema. El primer pis té dues finestres d'arc rebaixat de forma quadrada. Totes les obertures són emmarcades amb una decoració a base de maons.

## Història
Aquest celler va ser renovat el 1910.